# Antonio Uceda Carmona
Antonio Uceda Carmona (Barcelona, 2 de novembre de 1970) és un exfutbolista català, que ocupava la posició de defensa.

## Trajectòria
Sorgeix del planter del RCD Espanyol. Després de destacar amb el filial, el CE L'Hospitalet, hi debuta amb els pericos a primera divisió a la temporada 91/92, en la qual disputa dos partits. A l'any següent juga a la Segona Divisió amb el CE Sabadell, on és titular disputant 28 partits. A partir d'aquest moment, la seua carrera prossegueix per diversos equips catalans de Segona B, com el Manlleu, la Gramenet o el Terrassa FC, entre d'altres.